# M.U.L.E.
《M.U.L.E.》(뮬)은 오자크 소프트스케이프가 개발한 1983년 다인용 전략 비디오 게임이다. 다니엘 번튼 베리가 기획했으며 아타리 8비트 제품군으로 처음 출시됐다.
아타리 400 및 800의 조이스틱 포트를 이용해 최대 4인이 게임에 참여한다. 플레이어의 부동산에서 M.U.L.E.를 이용해 자원을 채취해 자본을 최대한 증가시키는 것이 목표이다. 수요와 공급 경제학의 원리로 자산을 관리하고 플레이어간에 공모하는 등 다양한 방식으로 게임이 운영된다.
코모도어 64, 패밀리 컴퓨터 및 IBM PC으로 이식됐으며 일본서 PC-88, 샤프 X1 및 MSX2로도 발매됐다.

## 반응
원판 판매량은 약 3만 장이었다.

## 여파
미야모토 시게루는 《M.U.L.E.》이 《피그민》 시리즈 기획에 직접적인 영향을 줬다고 언급했다.